# Ame & Yuki – Die Wolfskinder
Ame & Yuki – Die Wolfskinder (jap. おおかみこどもの雨と雪, Ōkami Kodomo no Ame to Yuki, dt. Die Wolfskinder Ame und Yuki) ist ein Anime-Spielfilm des japanischen Regisseurs Mamoru Hosoda aus dem Jahr 2012.

## Handlung
Die Geschichte spielt über dreizehn Jahre hinweg und erzählt von der 19-jährigen Studentin Hana, die in einer Stadt lebt und sich in einen Wolfsmenschen verliebt. Sie bringt daraufhin zwei Kinder zur Welt, die die Namen „Yuki“ und „Ame“ tragen, was übersetzt „Schnee“ und „Regen“ bedeutet und auf die Wetterlage hinweist, in der sie geboren wurden. Die ältere Yuki ist neugierig und aufgeweckt, während ihr jüngerer Bruder Ame eher schüchtern ist. Beide Elternteile versuchen, das Geheimnis ihrer „Wolfskinder“ zu verbergen und leben unscheinbar in einem Haus am Stadtrand, geschützt vor den Blicken der Öffentlichkeit. Nachdem Hanas Mann überraschend durch einen Unfall verstirbt, nehmen die Probleme im Stadtleben für die nun alleinerziehende Hana zu. Sie entschließt sich, ihren Kindern ein freieres Leben zu ermöglichen und zieht mit ihnen aufs Land, wo die Kinder beide Körperformen erkunden können.
Durch das Studium von Büchern, Hartnäckigkeit und der Hilfe ihrer entfernten Nachbarn lernt Hana nach und nach immer mehr über den Gemüseanbau. Zudem nimmt sie einen Job im Forschungszentrum für Forst und Natur an. Yuki drängt ihre Mutter zunehmend dazu, sie zur Grundschule gehen zu lassen. Hana willigt schließlich unter der Bedingung ein, dass Yuki ihre Wolfsidentität geheim hält. In der Schule findet Yuki schnell Anschluss, trotz gewissen Unterschieden bezüglich Interessen und Umgang mit Natur. Ame, der ein Jahr später ebenfalls zur Schule geht, tut sich mit sozialen Kontakten sehr schwer. Mit der Zeit beginnt er zunehmend zu schwänzen, bis er die Schule irgendwann gar nicht mehr besucht. Stattdessen durchstreift er die Berge und trifft dabei auf einen alten Fuchs, den „Hüter“ der Berge, welcher Ame in Dingen der Natur unterrichtet.
Eines Tages kommt ein neuer Mitschüler, Sōhei, in Yukis Klasse. Yuki hat wegen dessen aufmerksamen Verhalten Angst, als Wolfsmensch erkannt zu werden, und meidet ihn daher. Sōhei versteht die Ablehnung nicht und sucht die Aussprache, in zunehmend bedrängender Form. Er reizt sie so sehr, dass sie die Kontrolle über sich verliert, sich verwandelt und ihn mit ihren Wolfskrallen verletzt. Obwohl Sōhei Yukis Geheimnis nun kennt, bewahrt er Stillschweigen. Nach und nach entwickelt sich zwischen den beiden eine Freundschaft.
Die eingeschlagenen Wege verfestigen sich mit der Zeit. Ame fühlt sich dem Dasein als Wolf näher, Yuki dem Dasein als Mensch. Sie geraten darüber auch in Streit, da sie die Einstellung des jeweils anderen nicht nachvollziehen. Eines Tages, Ame ist 10 und Yuki 11 Jahre alt, bricht ein schwerer Sturm los. Ame, dessen Lehrmeister, der Fuchs, vor kurzem verstorben ist, entschließt sich gegen den Willen seiner Mutter, dessen Platz einzunehmen und fortan als Wolf in den Wäldern zu leben. Anstatt Yuki mit dem Auto von der Schule abzuholen, stürmt Hana auf der Suche nach Ame durch den Wald. Schließlich rutscht sie an einem Berghang ab und bleibt verletzt und ohnmächtig liegen. Hana begegnet in einer Vision ihrem Mann wieder, der ihr zu verstehen gibt, dass Ame als Wolf erwachsen ist und seinen eigenen Weg gehen wird. Yuki und Sōhei bleiben währenddessen alleine in der Schule zurück. Die anderen Kinder wurden abgeholt, vor dem Hausmeister verstecken die beiden sich. Sie malen sich aus, wie es wäre, wenn niemand zurück in die Schule käme und wie sie ihr Leben dann gestalten würden. Yuki findet schließlich den Mut, Sōhei ihre Wolfsgestalt zu zeigen. Ame hat die noch immer ohnmächtige Hana in der Zwischenzeit gefunden und bringt sie zurück in die bewohnte Gegend. Sie kommt dort zu sich und gibt Ame letztlich zu verstehen, dass sie seine Entscheidung akzeptiert.
Ein Jahr später verlässt Yuki ebenfalls das Haus ihrer Mutter, um in einem Internat die Mittelschule zu besuchen. Hana bleibt hingegen in dem Haus und lebt dort ein zurückgezogenes Landleben. Gelegentlich vernimmt sie Wolfsgeheul.

## Charaktere
Die folgende Auflistung stellt die Haupt- und Nebenfiguren mit kurzen Charakterbeschreibungen dar.

### Hauptcharaktere
Hana (花, Hana)
Hana (deutsch: „Blume“) ist eine zu Beginn der Handlung 19-jährige Studentin, die eine Universität besucht. Dort lernt sie ihren späteren Ehemann, einen „Wolfsmenschen“, kennen und verliebt sich in ihn. Sie hat mit ihm zwei Kinder, Yuki und Ame, und zieht nach dem Tod des Wolfsmannes im weiteren Handlungsverlauf mit den Kindern aufs Land. Dort können die Kinder weit weniger gestört aufwachsen und ihre eigene Natur erkunden. Hana selbst übt dabei großen Verzicht in ihrem eigenen Leben. Sie lernt über die Jahre hinweg immer mehr über den Anbau von Gemüse und freundet sich mit vielen der Nachbarn an, die sie zunächst versuchte zu meiden.
Wolfsmann (彼, Ōkami-Otoko, das verwendete Schriftzeichen bedeutet „Er“)
Sein echter Name bleibt unbekannt. Er ist ein Wolfsmensch, der vom Honshū-Wolf abstammt und Vorträge an derselben Universität wie Hana hört. Beide heiraten später. Er ist stets um Hana besorgt, stirbt aber bald nach Ames Geburt.
Yuki (雪, Yuki)
Yuki ist die Tochter von Hana und dem Wolfsmensch und die große Schwester von Ame. Sie wurde an einem verschneiten Tag geboren und erhielt deshalb den Namen „Yuki“ (deutsch: „Schnee“). Yuki ist sehr aktiv und neugierig. Zunächst ist in ihr die Wolfsnatur deutlich ausgeprägter als in ihrem Bruder. Yuki lernt im Laufe der Zeit, ihre animalische Seite zu kontrollieren. Durch den Kontakt mit anderen Menschen lernt sie, dass sie ihr Leben als Mensch verbringen möchte.
Ame (雨, Ame)
Ame ist der kleine Bruder von Yuki. Er wurde an einem regnerischen Tag geboren und erhielt deshalb den Namen „Ame“ (deutsch: „Regen“). Ame ist schüchtern, zurückhaltend und eher introvertiert. Nachdem er zunächst das schwächere und ruhigere der Geschwister war, wird in ihm nach der Instinkt des Wolfes größer. Er lernt von einem Fuchs in den Wäldern alles über das Leben in der freien Natur und nimmt nach dessen Tod den Platz als Herr der Tiere des Waldes der Region ein.

### Nebencharaktere
Sōhei (草平)
Sōhei kommt durch einen Schulwechsel in Yukis Klasse. Er erfährt von ihrer wahren Identität, hütet das Geheimnis aber.
Hosokawa (細川)
Herr Hosokawa ist einer der Bauern, die in der neuen Nachbarschaft von Hana, Yuki und Ame wohnen.
Yamaoka (山岡)
Herr Yamaoka ist ein weiterer Bauer in der neuen Nachbarschaft. Er hat zumeist eine andere Meinung zum Anbau von Gemüse als Herr Hosokawa, versteht sich aber dennoch mit ihm.
Nirasaki (韮崎, Nirasaki)
Herr Nirasaki ist ein älterer Bauer aus der Nachbarschaft Hanas, der grimmig aussieht, selten ein positives Wort für Hana übrig hat, ihr aber als Erster den Anbau von Gemüse beibringt. Zudem sorgt er dafür, dass auch die anderen Nachbarn Hana bei ihren ersten Schritten in der neuen Heimat helfen.
Tante Nirasaki (Nirasakis Tochter) (韮崎のおばさん, Nirasaki no Obasan)
Sie ist eine Dame mittleren Alters und die Tochter von Nirasaki. Im Gegensatz zu ihm ist sie auch um direkten Umgang offen, warmherzig und freundlich.
Dois Frau (土肥の奥さん, Doi no Okusan)
Sie ist die Ehefrau von Doi und wohnt ebenfalls in der Nachbarschaft von Hana. Sie arbeitet als Kinderpflegerin und schlägt Hana eine Kinderbetreuung vor.
Horitas Frau (堀田の奥さん, Horita no Okusan)
Auch sie wohnt mit in der Nachbarschaft von Hana. Sie denkt zunächst schlecht über sie, allerdings beruht dies nur auf einem Missverständnis.
Tanabe-sensei (田辺先生)
Herr Tanabe ist der Grundschullehrer von Yuki.

## Produktion
Studio Chizu produzierte den Film mit Unterstützung von Madhouse. Wie beim vorherigen Film Summer Wars stammt das Drehbuch von Satoko Okudera, das Charakterdesign wurde von Yoshiyuki Sadamoto entworfen. Dieser wirkte ebenfalls bei Summer Wars sowie bei Das Mädchen, das durch die Zeit sprang und Neon Genesis Evangelion mit.
Ame & Yuki – Die Wolfskinder feierte am 25. Juni 2012 im UGC Ciné Cité Les Halles in Paris Weltpremiere und kam am 21. Juli desselben Jahres in die japanischen Kinos. In Deutschland sicherte sich die Viz-Media-Europe-Tochter Kazé Anime die Rechte des Films. Die Deutschlandpremiere fand am 24. April 2013 im Zuge des 20. Internationalen Trickfilmfestivals in Stuttgart statt. Der Film spielte innerhalb von Monaten nach seiner Japanpremiere 4 Milliarden Yen (39 Mio. €) ein und wurde in 43 Ländern lizenziert, davon in 34 vor seiner Premiere. Zum Film erschien auch ein Manga, der im Oktober bei Tokyopop auch auf Deutsch herauskam.

## Konzeption

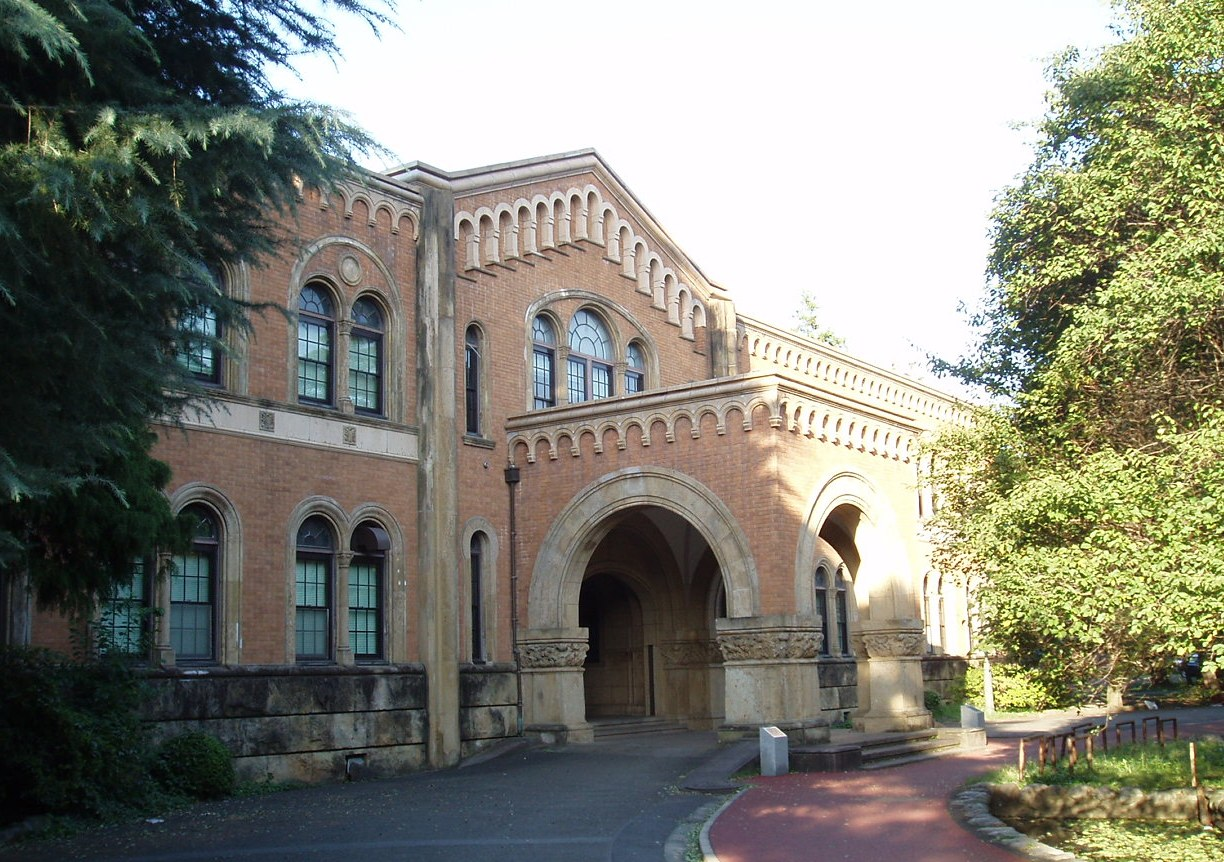
Die Hitotsubashi-Universität diente als Vorlage.

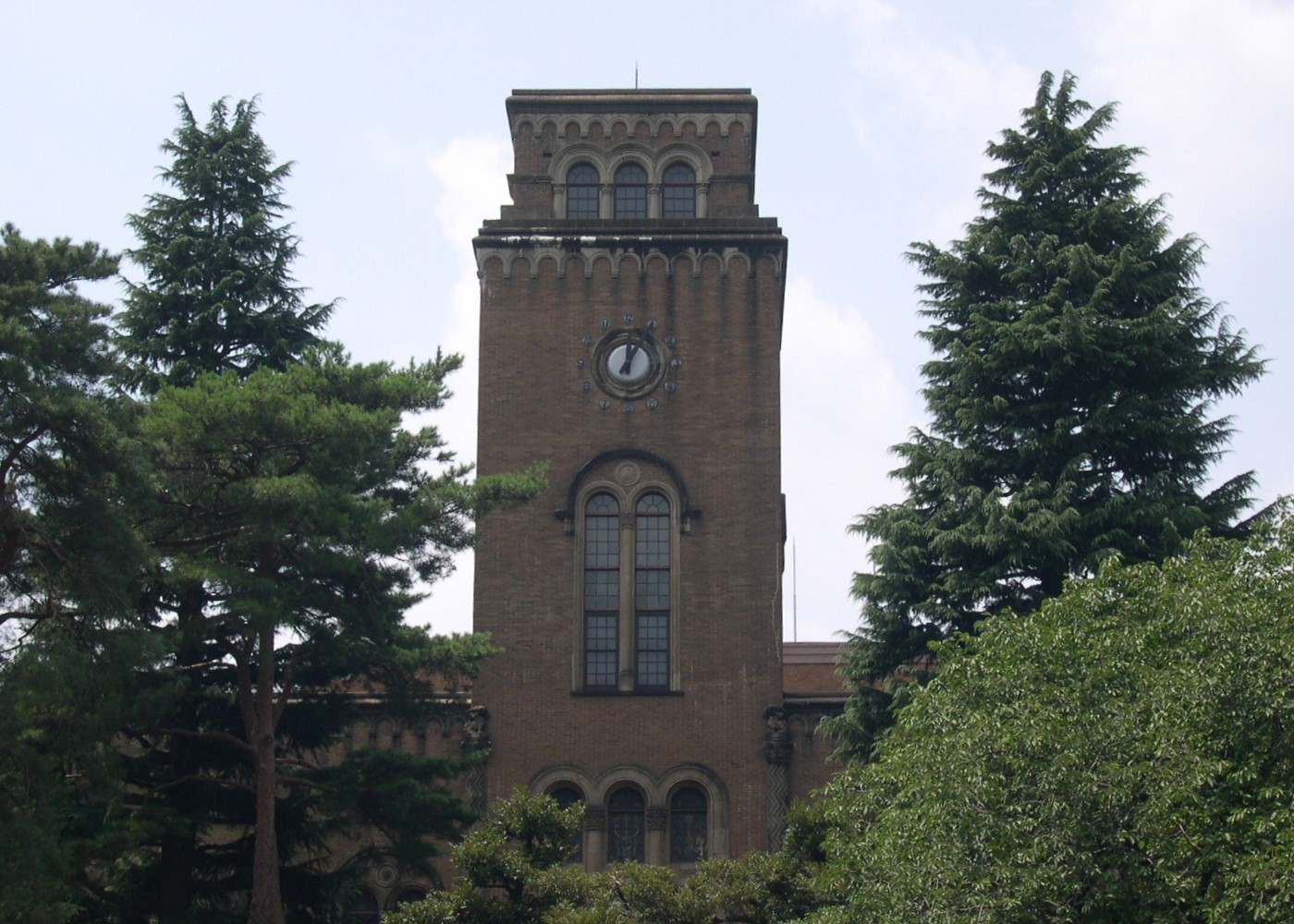
Der im Film zu sehende Uhrturm der Universität.

Bei einigen gezeigten Szenen greift der Film reale Motive auf. So diente beispielsweise die Hitotsubashi-Universität als Vorbild für die zu Beginn des Films gezeigte Universität. Ebenso entstanden die Szenenbilder der Stadt auf Grundlage des Geburtsorts des Regisseurs Mamoru Hosoda, der in der Präfektur Toyama liegt.

## Synchronisation
Die deutsche Fassung wurde von TV+Synchron Berlin nach einem Dialogbuch und unter der Dialogregie von Karin Lehmann produziert.
| Rolle              | japanischer Sprecher (Seiyū)                 | deutsche Sprecher                                  |
| ------------------ | -------------------------------------------- | -------------------------------------------------- |
| Hana               | Aoi Miyazaki                                 | Gundi Eberhard                                     |
| Wolfsvater         | Takao Ōsawa                                  | Peter Lontzek                                      |
| Yuki               | Momoka Ōno (Kind), Haru Kuroki (Jugendlich)  | Sarah Kunze (Kind), Julia Meynen (Jugendlich)      |
| Ame                | Amon Kabe (Kind), Yukito Nishii (Jugendlich) | Jaron Müller (Kind), Christian Zeiger (Jugendlich) |
| Sōhei              | Takuma Hiraoka                               | Jan Makino                                         |
| Herr Hosokawa      | Tadashi Nakamura                             | Rainer Doering                                     |
| Herr Yamaoka       | Tamio Ōki                                    | Frank Ciazynski                                    |
| Tante Nirasaki     | Tomio Kataoka                                | Iris Artajo                                        |
| Tanabe-sensei      | Shota Sometani                               | Daniel Montoya                                     |
| Dois Frau          | Mitsuki Tanemura                             | Franca Orlia                                       |
| Horitas Frau       | Kumiko Asō                                   | Nadine Zaddam                                      |
| Großvater Nirasaki | Bunta Sugawara                               | Reinhard Scheunemann                               |

## Musik
Das Titellied Okaa-san no Uta (おかあさんの唄, dt. „Das Lied der Mutter“) wurde von Ann Sally, einer japanischen Singer-Songwriterin, gesungen. Es wurde von Takagi Masakatsu komponiert. Der Text stammt von Regisseur Mamoru Hosoda.

## Rezeption

### Kritik
„[Der Film ist] ein modernes Märchen über die Liebe innerhalb einer Familie, den Platz in der Gesellschaft, die Natur des Menschen und über die Ängste einer Mutter, die sich um ihre Kinder sorgt. Meisterhaft versteht es Hosoda, in seinem ruhig und bedächtig erzählten Anime durch stimmungsvolle Bilder zu berühren und Mitgefühl für seine drei Protagonisten zu wecken. Dabei wechselt die Perspektive fließend von Hana zu Yuki und Ame und bietet viele Anknüpfungspunkte für jüngere und ältere Zuschauer. Aus einer ungewöhnlichen Liebesgeschichte wird so bald ein Coming-of-Age-Film, der neue Bilder für die Auseinandersetzung mit der eigenen Identität findet und dabei trotz der fantastischen Handlungselemente niemals lächerlich wird.“

„Jeder Film ein kleines Meisterwerk: Mit Wolf Children gelingt Regisseur Mamoru Hosoda nach ‚Das Mädchen, das durch die Zeit sprang‘ und ‚Summer Wars‘ erneut eine mitreißende Animationsperle!“

### Auszeichnungen
Beim 45. Sitges Festival Internacional de Cinema Fantàstic de Catalunya wurde der Film am 12. Oktober 2012 als Bester animierter Film ausgezeichnet. Nach Das Mädchen, das durch die Zeit sprang im Jahr 2006 und Summer Wars im Jahr 2009 ist es der dritte Film von Mamoru Hosoda, der diese Auszeichnung gewann.
2013 wurde er beim Mainichi Eiga Concours und bei den Japanese Academy Awards als Bester Animationsfilm ausgezeichnet.
Bei den Tokyo Anime Awards erhielt der Film den Hauptpreis, sowie den Preis für den Besten Animationsfilm, während Mamoru Hosoda für die Beste Regie und gemeinsam mit Satoko Okudera für das Beste Drehbuch, Hiroshi Ōno für die Beste künstlerische Leitung und Yoshiyuki Sadamoto für das Beste Character Design ausgezeichnet wurde.